# Средна Словения
Средна Словения е един от 12-те региона на Словения. Населението му е 557 623 жители (по приблизителна оценка от януари 2018 г.), а площта 2555 кв. км. Най-големият град в региона е столицата Любляна. Икономиката се поделя на: 69,7% услуги, 28,10% промишленост и 2,2% земеделие.